# 兵庫県道25号阿万福良湊線
兵庫県道25号阿万福良湊線（ひょうごけんどう25ごう あまふくらみなとせん）は、兵庫県南あわじ市を通る県道（主要地方道）である。

## 概要

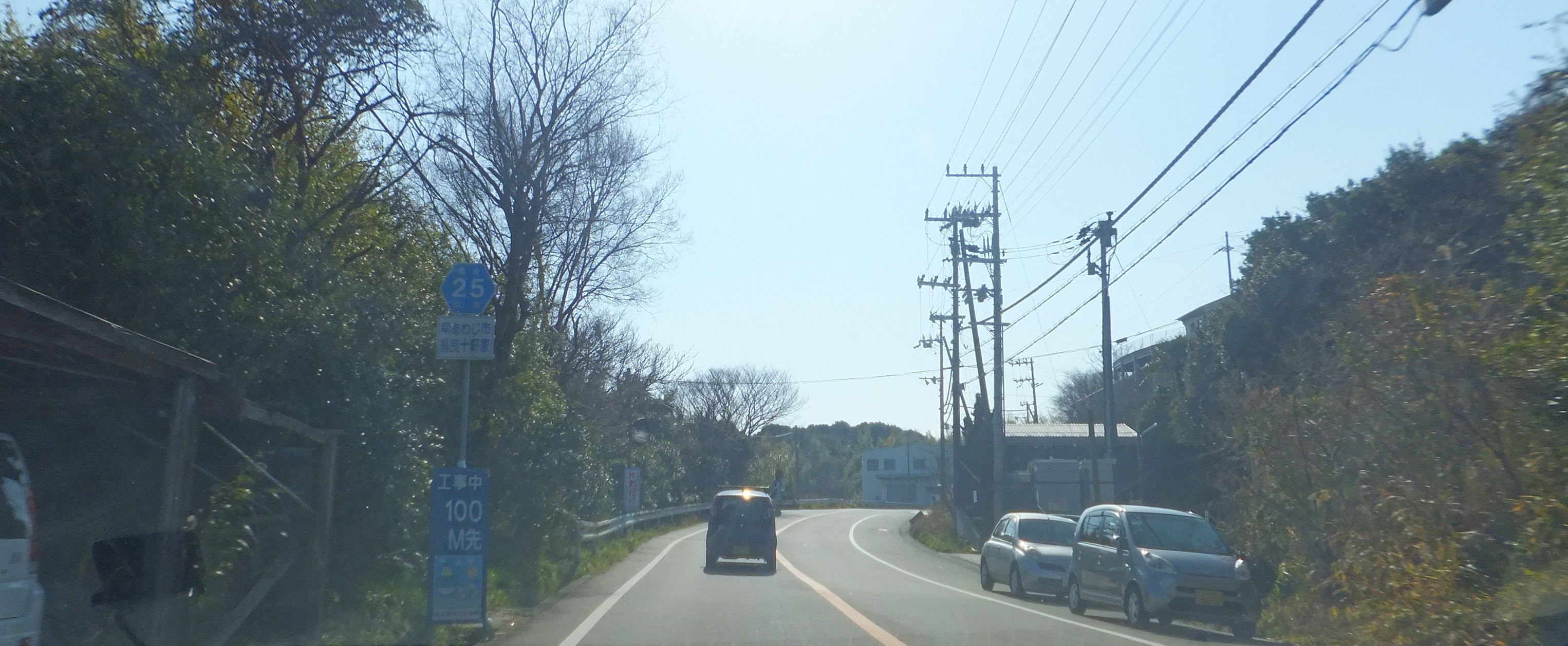
本道の標識
福良丙

### 路線データ
- 起点：南あわじ市阿万下町（兵庫県道76号洲本灘賀集線交点）
- 終点：南あわじ市湊（兵庫県道31号福良江井岩屋線交点）
- 総延長：約29.898 km
- 事前通行規制区間[1]：福良丙仁尾 - 福良丙鳥取・阿那賀木場・阿那賀志知川 - 阿那賀西路・湊登立 - 湊
- 緊急輸送道路[1]：福良口交差点 - 淡路島南IC

## 歴史
- 1993年（平成5年）5月11日 - 建設省から、県道湊港線の一部・県道・県道鳴門観潮線の一部・県道阿万福良線が南淡西淡線として主要地方道に指定される[2]。

## 路線状況

### 別名
- うずしおライン（ただし、南あわじ市福良 - 南あわじ市阿那賀間のみ）

### 重複区間
- 国道28号（南あわじ市福良甲・南淡町公民館前交差点 - 南あわじ市福良甲・福良口交差点）

## 地理

### 通過する自治体
- 南あわじ市

### 交差する道路

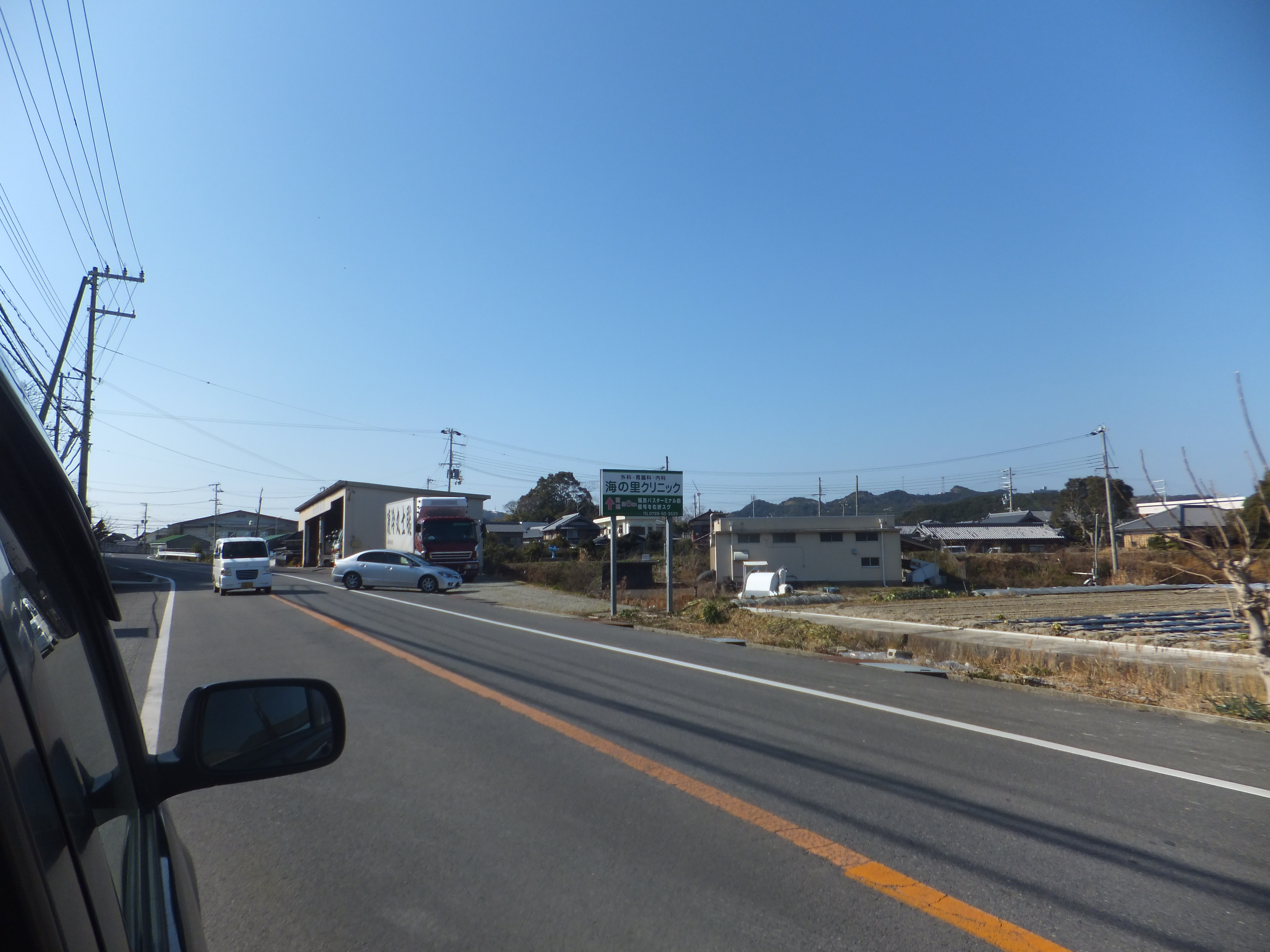
兵庫県道76号洲本灘賀集線との交差点付近
阿万塩屋町

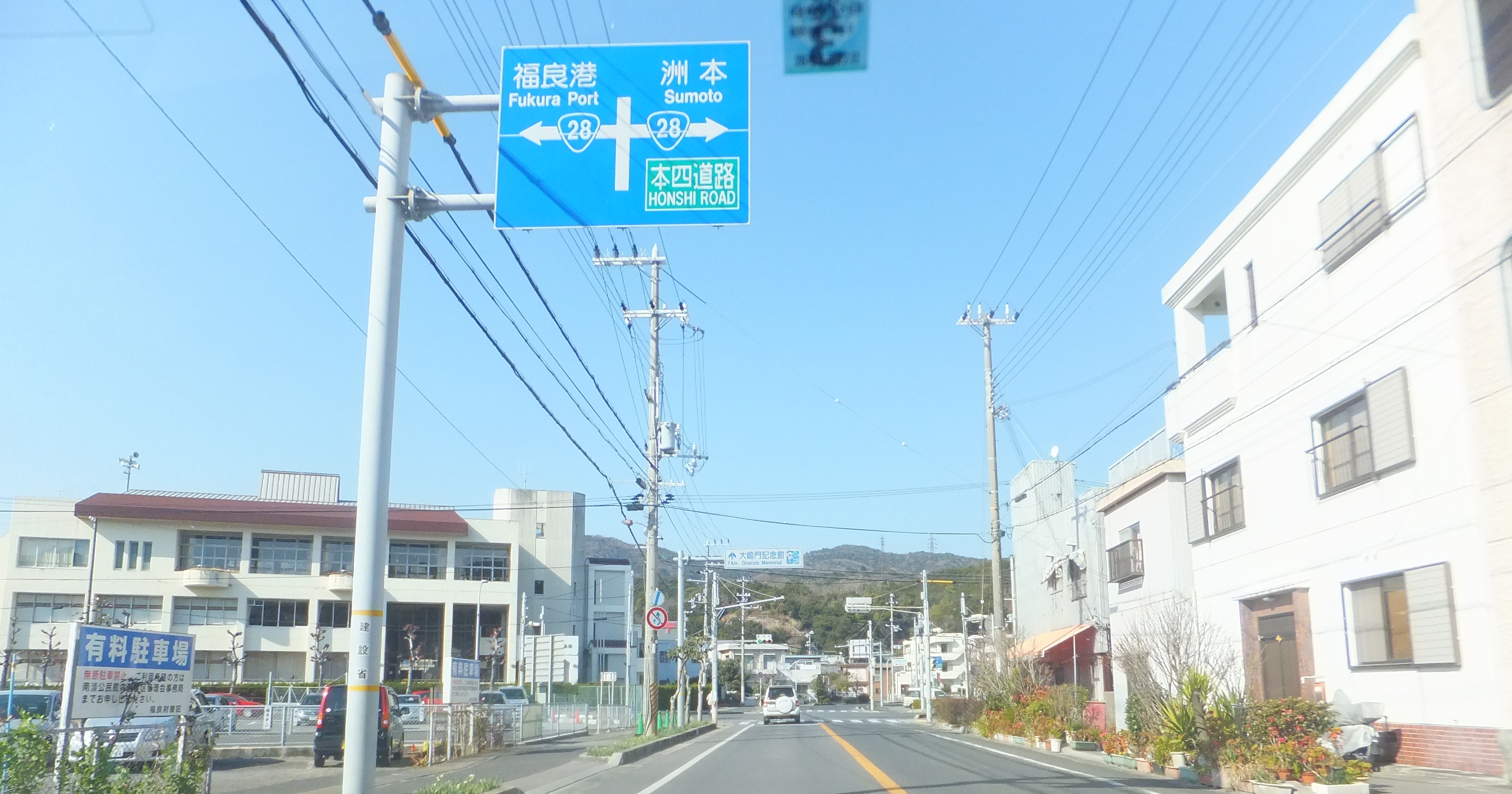
国道28号との交差点付近
福良甲

- 兵庫県道76号洲本灘賀集線（南あわじ市阿万下町、起点）
- 国道28号（南あわじ市福良甲・南淡町公民館前交差点）
- 国道28号（南あわじ市福良甲・福良口交差点）
- 兵庫県道237号鳴門観潮線（南あわじ市福良丙）
- 神戸淡路鳴門自動車道 淡路島南IC（南あわじ市阿那賀）
- 兵庫県道477号阿那賀市線（南あわじ市阿那賀）
- 兵庫県道476号津井津井港線（南あわじ市湊）
- 兵庫県道234号湊港線（南あわじ市湊・湊港入口交差点）
- 兵庫県道31号福良江井岩屋線（南あわじ市湊・湊交差点、終点）

### 沿線にある施設など
- 鳴門海峡